# Necromys amoenus
Necromys amoenus é uma espécie de roedor da família Cricetidae.
Pode ser encontrada nos seguintes países: Bolívia e Peru.